# 1910年台灣東北部海域地震
1910年台灣東北部海域地震發生於1910年4月12日0時22分24秒（UTC），地震矩規模為8.1級，震源深度為235公里，造成60人死亡，13棟房屋全毀。